# Asamblea Nacional de Venezuela
La Asamblea Nacional de Venezuela es la cámara que ejerce el Poder Legislativo Federal en Venezuela, según se establece en el Título V, Capítulo I de la Constitución de la República. 
El Poder Legislativo en Venezuela es unicameral desde la entrada en vigencia de la Constitución actual en 1999. Anteriormente desde 1811, el poder legislativo de Venezuela estuvo conformado por dos cámaras (Cámara de Diputados y la Cámara de Senadores) 
La Asamblea Nacional está integrada por diputados electos en cada entidad federal de la República por votación universal, directa, personalizada y secreta, bajo un esquema mixto de elección con representación proporcional sobre una base poblacional del 1,1% de la población total del país, más tres diputados electos de forma uninominal por cada entidad federal, y tres representantes de las comunidades indígenas a nivel nacional.
La Asamblea Nacional se reúne en el Palacio Federal Legislativo, ubicado en el centro de la ciudad de Caracas. A lo largo del año, la Asamblea se reúne ordinariamente en dos oportunidades, el primer período de sesiones es desde el 5 de enero hasta el 15 de agosto, y el segundo desde 15 de septiembre hasta el 15 de diciembre. También podrá reunirse de forma extraordinaria según los supuestos establecidos en la Constitución y en el Reglamento de Interior y Debates del cuerpo legislativo.
En julio de 2020 por medio de una modificación del Consejo Electoral del TSJ se incrementó el número a 277 diputados.

## Posición Constitucional, Composición y Funciones
La Asamblea Nacional, según la Constitución, es el poder legislativo nacional de la República encargado de toda la función legislativa y regulatoria de la República. Desde 1999, el órgano legislativo es unicameral, es decir, se compone de una sola cámara, la de diputados.

#### Composición
La Constitución venezolana establece que el cuerpo legislativo nacional estará compuesto por diputados y diputadas. Desde el establecimiento de la Asamblea Nacional en 1999, la composición fue de 167 diputados (164 representantes de las entidades federales y 3 por representación indígena). Sin embargo, a partir de la V legislatura, la composición de la cámara aumentó a 277 diputados por disposición del Consejo Nacional Electoral

#### Sistema Electoral
Para la elección de diputados a la Asamblea Nacional se aplica un «sistema electoral paralelo», donde simultáneamente se participa en dos elecciones concurrentes: una para cargos nominales por personalización de sufragio - los diputados nominales en cada circunscripción -, y otra para cargos por lista por representación proporcional - los diputados lista que representan a cada estado o entidad federal.
El sistema paralelo pertenece a la familia de los «sistemas electorales mixtos», en el cual los votos expresados por los electores se utilizan para elegir representantes a través de los dos sistemas mencionados — pluralidad/mayoría por circunscripción y representación proporcional por lista por entidad federal — con la salvedad de que no se tienen en cuenta los escaños asignados con un sistema al calcular los resultados en el otro sistema. Por lo tanto, la elección de diputados nominales no incide en la elección proporcional de diputados por lista.
Cada votante tiene la posibilidad de emitir hasta 4 votos en el tarjetón, dependiendo de la circunscripción: 1 a 3 votos por candidatos específicos - es decir, por diputados nominales - y 1 voto por los diputados lista de su preferencia, para todo el estado o entidad federal. Un voto extra se da a todos los electores registrados en circunscripciones donde se elija representación indígena.
Los requisitos para ser electo Diputado son los siguientes:
- Ser venezolano o venezolana por nacimiento o por naturalización, por lo menos, quince años de residencia en el territorio venezolano.
- Ser mayor de veintiún años de edad.
- Haber residido cuatro años consecutivos en la Entidad Federal correspondiente antes de la fecha de la elección.
- No pueden ser diputados el presidente de la República, vicepresidente ejecutivo, los ministros, el secretario de la presidencia de la República, los presidentes y directores de los institutos autónomos del Estado, hasta después de tres meses de la separación de su cargo.
- No pueden ser diputados los gobernadores y secretarios de gobierno de los estados y del Distrito Capital, hasta tres meses después de su separación absoluta del cargo, o funcionarios municipales, estadales y nacionales.

#### Mandato
El término del mandato de los diputados es de cinco años. Los diputados pueden ser reelectos de forma indefinida y su mandato puede ser revocado a partir de la mitad de su mandato. Una vez revocado el cargo de un diputado, éste no podrá presentarse a las siguientes elecciones legislativas.

#### Funciones
Según el artículo 187 de la Constitución Nacional. Corresponde a la Asamblea Nacional:
- Legislar en materias de competencia nacional y sobre el funcionamiento de las distintas ramas del Poder Nacional.
- Proponer enmiendas y reformas a esta Constitución, en los términos establecidos en esta.
- Ejercer funciones de control sobre el Gobierno y la Administración Pública Nacional, en los términos consagrados en esta Constitución y en la ley. Los elementos comprobatorios obtenidos en el ejercicio de esta función, tendrán valor probatorio, en las condiciones que la ley establezca.
- Organizar y promover la participación en los asuntos de su competencia.

- Discutir y aprobar el presupuesto nacional y todo proyecto de ley concerniente al régimen tributario y al crédito público.
- Autorizar los créditos adicionales al presupuesto.
- Aprobar las líneas generales del plan de desarrollo económico y social de la Nación, que serán presentadas por el Ejecutivo Nacional en el transcurso del tercer trimestre del primer año de cada periodo constitucional.
- Autorizar al Ejecutivo Nacional para celebrar contratos de interés nacional, en los casos establecidos en la ley. Autorizar los contratos de interés público municipal, estatal o nacional con los Estados.
- Dar voto de censura al Vicepresidente Ejecutivo y los Ministros.
- Autorizar el empleo de misiones militares venezolanas en el exterior o extranjeras en el país.
- Autorizar al Ejecutivo Nacional para enajenar bienes inmuebles del dominio privado de la Nación, con las excepciones de ley.
- Autorizar a los funcionarios públicos para aceptar cargos, honores o recompensas de gobiernos extranjeros.
- Autorizar el nombramiento del procurador general de la República y de los jefes de misiones diplomáticas.
- Designar a los rectores que conforman al CNE
- Acordar los honores del Panteón Nacional a los venezolanos ilustres, que hayan prestado servicios eminentes a la República.
- Velar por los intereses y autonomía de los Estados.
- Autorizar la salida del Presidente de la República del territorio nacional por cinco días.
- Aprobar por ley los tratados o convenios internacionales que celebre el Ejecutivo Nacional.
- Dictar su propio reglamento y presupuesto de gastos.
- Las demás que señale la Constitución y la ley.

## Órganos de la Asamblea Nacional
La organización de la Asamblea Nacional se rige por el Reglamento de Interior y Debates de la Asamblea Nacional que es aprobado al inicio de cada legislatura y se alinea con lo establecido en la Constitución Nacional

### Junta Directiva de la Asamblea Nacional[9][10]

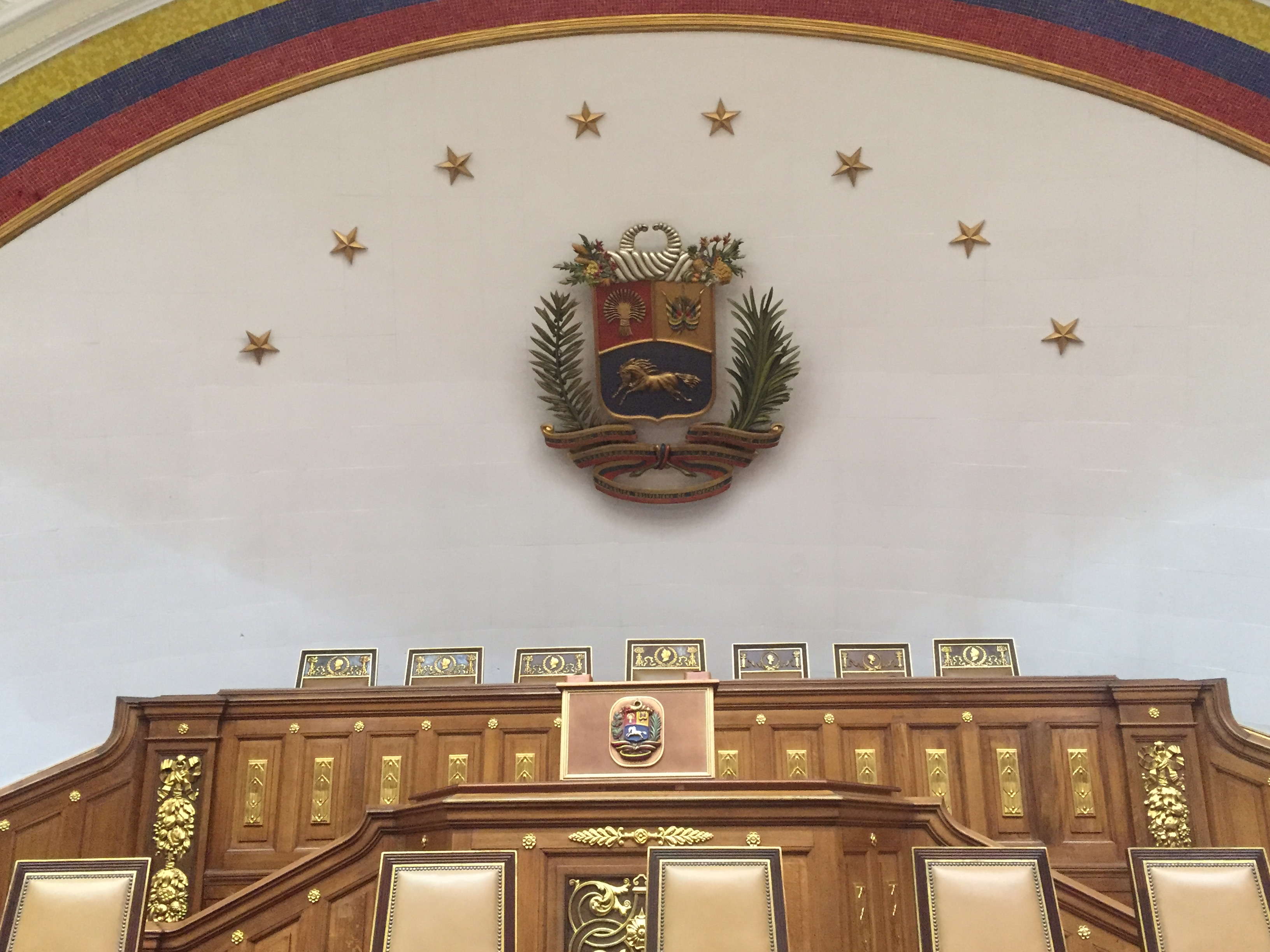
Hemiciclo Protocolar del Palacio Federal Legislativo en Caracas.

La junta directiva de la Asamblea Nacional se compone de un Presidente y dos Vicepresidentes electos dentro de su seno, incluyendo un Secretario y un Subsecretario electos fuera de su seno. La Junta Directiva es electa en fórmula por mayoría simple de los votos de la plenaria en la instalación anual de la Asamblea y tiene un término de un año, pudiendo ser reelecta.
El Presidente de la Asamblea Nacional es la máxima autoridad del poder legislativo, cuyas funciones se encuentra contempladas en el Reglamento de Interior y Debates. Adicionalmente el presidente de la Asamblea Nacional es el segundo en la línea de sucesión presidencial en los casos previstos en la Constitución por motivo de falta absoluta del Presidente de la República. 
Los Vicepresidentes (Primer Vicepresidente y Segundo Vicepresidente) son electos en fórmula con el presidente como parte de la junta directiva de la Asamblea por el período de un año. Sus funciones se encuentran establecidas en el Reglamento de Interior y Debates y reemplazan en orden al Presidente de forma temporal cuando se requiera según lo establecido en el reglamento. 
El Secretario y Sub-secretario de la Asamblea son electos por la Junta Directiva, fuera del seno de la Asamblea. La secretaría garantizará apoyo eficaz y eficiente a las funciones de la Asamblea Nacional y de los diputados, bajo la dirección del Presidente.

### Comisión Delegada
La Comisión Delegada es el organismo que se encarga de las tareas correspondientes de la Asamblea Nacional cuando esta se encuentra en receso. Esto ocurre dos veces al año al terminarse el periodo legislativo.
El primer periodo de receso de la Asamblea Nacional comienza el 15 de agosto y termina el 15 de septiembre, el segundo comienza el 15 de diciembre y termina el 5 de enero del año siguiente, cuando se instala de nuevo el periodo de sesiones legislativas.
La Comisión Delegada tiene su base en los artículos 195 y 196 de la Constitución de la República y en el Reglamento del Interior y de Debates de la Asamblea Nacional.

### Comisiones Permanentes[11]
La Asamblea Nacional se organiza en comisiones permanentes referidas a los sectores de la actividad nacional, con la finalidad de organizar y promover la participación ciudadana, estudiar la materia legislativa a ser discutida en las sesiones, realizar investigaciones, ejercer controles; estudiar, promover, elaborar y evacuar proyectos de acuerdos, resoluciones, solicitudes y demás materias en el ámbito de su competencia, que por acuerdo de sus miembros sean consideradas procedentes, y aquellas que le fueren encomendadas por la Asamblea Nacional, la Comisión Delegada, los ciudadanos o ciudadanas y las organizaciones de la sociedad en los términos que establece la Constitución, la ley y el Reglamento de Interior y Debates.
| N  | Comisiones Permanentes                                                            |
| -- | --------------------------------------------------------------------------------- |
| 1  | Política Interior                                                                 |
| 2  | Política Exterior, Soberanía e Integración                                        |
| 3  | Contraloría                                                                       |
| 4  | Finanzas y Desarrollo Económico                                                   |
| 5  | Energía y Petróleo                                                                |
| 6  | Seguridad y Defensa de la Nación                                                  |
| 7  | Desarrollo Social Integral                                                        |
| 8  | Cultura y Recreación                                                              |
| 9  | Ambiente, Recursos Naturales y Cambio Climático (IV Leg) / Ecosiocialismo (V Leg) |
| 10 | Pueblos Indígenas                                                                 |
| 11 | Medios de Comunicación (IV Leg) / Poder Popular y Comunicación (V Leg)            |
| 12 | Educación, Salud, Ciencia, Tecnología e Innovación                                |
| 13 | Familia (IV Leg) / Familia, libertad de religión y culto (V Leg)                  |
| 14 | Administración y Servicios                                                        |
| 15 | Culto y Régimen Penitenciario (IV Leg) / Desarrollo de Comunas (V Leg)            |

## Organización de los Diputados y Procesos Legislativos

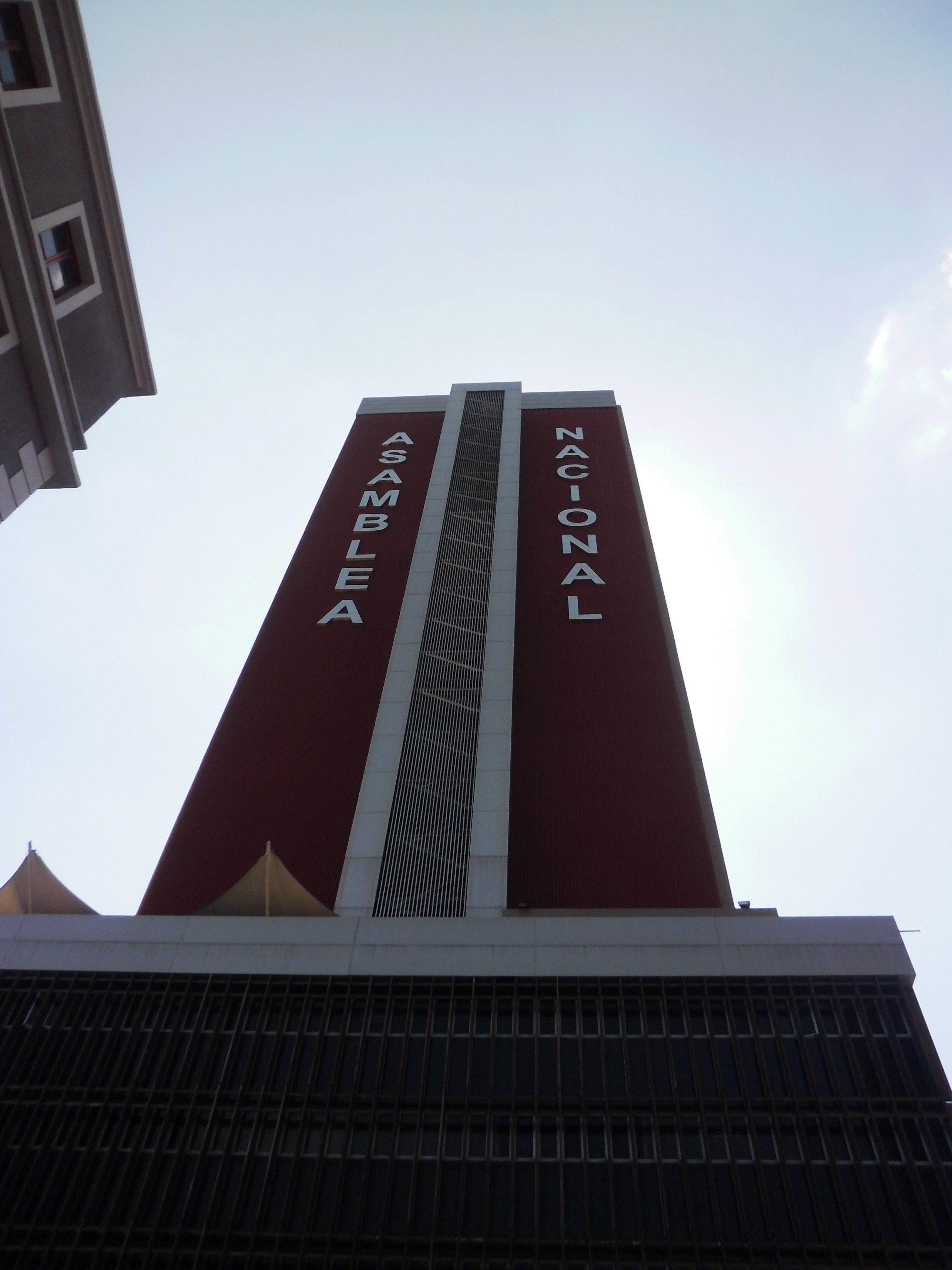
Edificio José María Vargas.

De acuerdo con la Constitución los diputados “son representantes del pueblo y de los Estados en su conjunto, no sujetos a mandatos ni instrucciones, sino solo a su conciencia. Su voto en la Asamblea Nacional es personal”. 
Los diputados se organizan, informalmente, en bancadas o grupos parlamentarios definidos por ellos en función de las alianzas y acuerdos entre los partidos políticos, con primacía en la decisión de cada diputado. Las bancadas no son fijas en la legislatura y no están reglamentadas por el Reglamento Interno ni ninguna otra Ley.
Los diputados que sean elegidos para ocupar otros cargos públicos en Gobierno Nacional, Estadal o Municipal pierde el mandato popular y por ende la inmunidad parlamentaria, pero en caso de que sea necesario un retiro pueden solicitar permiso a la Cámara para separarse temporalmente de su puesto.

### Procesos Legislativos[12]
La propuesta y formulación de leyes en Venezuela corresponde a los diputados de la Asamblea Nacional o a la Comisión Delegada y Comisiones Permanentes; al Poder Ejecutivo Nacional, al Tribunal Supremo de Justicia; cuando se trate de leyes relativas a la organización y procedimientos judiciales; al Poder Ciudadano, cuando se trate de leyes relativas a los órgano; al Poder Electoral, cuando se trate de leyes relativas a la materia electoral; a los electores y electoras en un número no menor del cero coma uno por ciento de los inscritos e inscritas en el registro civil y electoral; o al Consejo Legislativo Estatal, cuando se trate de leyes relativas a los Estados.
Los proyectos de ley, una vez sea presentado mediante Secretaría, pasará a primera discusión del pleno de la Asamblea. En la primera discusión se considerará la exposición de motivos y se evaluarán sus objetivos, alcance y viabilidad, a fin de determinar la pertinencia de la ley, y se discutirá el articulado en forma general. La decisión será de aprobación, rechazo o diferimiento, por mayoría simple. Si es rechazada, se archivará, y si es aprobada se enviará a la Comisión Permanente relativa a la materia de la ley para la revisión de propuestas adicionales y consultas.
Posteriormente, los proyectos de ley pasa a segunda discusión que se realizará artículo por artículo y versará sobre el informe que presente la Comisión respectiva. El informe contendrá tantos puntos como artículos tenga el proyecto de ley, también se considerarán el título de la ley, los epígrafes de las distintas partes en las cuales esté sistematizado el proyecto y la propia ordenación sistemática, en relación con estas últimas consideraciones que contendrá el informe, se someterán a votación sin debate, pudiendo intervenir un diputado o diputada para objetarla o hacerle modificaciones y uno de los presentantes del proyecto para defenderla o acoger la propuesta.

Al ser aprobado un proyecto de ley, ésta será enviada al Presidente de la República para su promulgación. En caso de ser rechazada por el poder ejecutivo, la Asamblea Nacional reconsiderará el proyecto de ley, y de ser confirmado, el presidente y los vicepresidentes de la Asamblea la promulgarán, convirtiéndose en ley.

### Mayorías Procedimentales de la Cámara
Para la aprobación de las leyes se requieren distintos tipos de mayoría según se establece en la Constitución y la ley.
- La mayoría simple o relativa, se refiere a la opción que obtenga la mayor cantidad de votos de los diputados presente. Esta mayoría se utiliza en todas las decisiones que se someten a votación con excepción de aquellas en las que la Constitución exige otra tipo de mayoría.
- La mayoría absoluta es aquella que representa el 50% + 1 de los votos del total de los integrantes de la Cámara. Esta mayoría se requiere principalmente para procedimientos administrativos.
- La mayoría de las 3/5 partes de los diputados, la cual es necesaria, principalmente, para decisiones administrativas de los poderes del Estado, tales como la aprobación de la Ley Habilitante al Presidente de la República, o para emitir voto de censura contra el vicepresidente o los Ministros.
- La mayoría calificada que significa los 2/3 de los votos, que son necesarios para decisiones orgánicas, tales como la convocatoria a una Asamblea Constituyente o Reforma a la Constitución, aprobar las Leyes Orgánicas, nombrar y remover a los Magistrados del TSJ, miembros del Poder Ciudadano, los Rectores del CNE y someter a referendo aprobatorio las Leyes vigentes.

## Sede

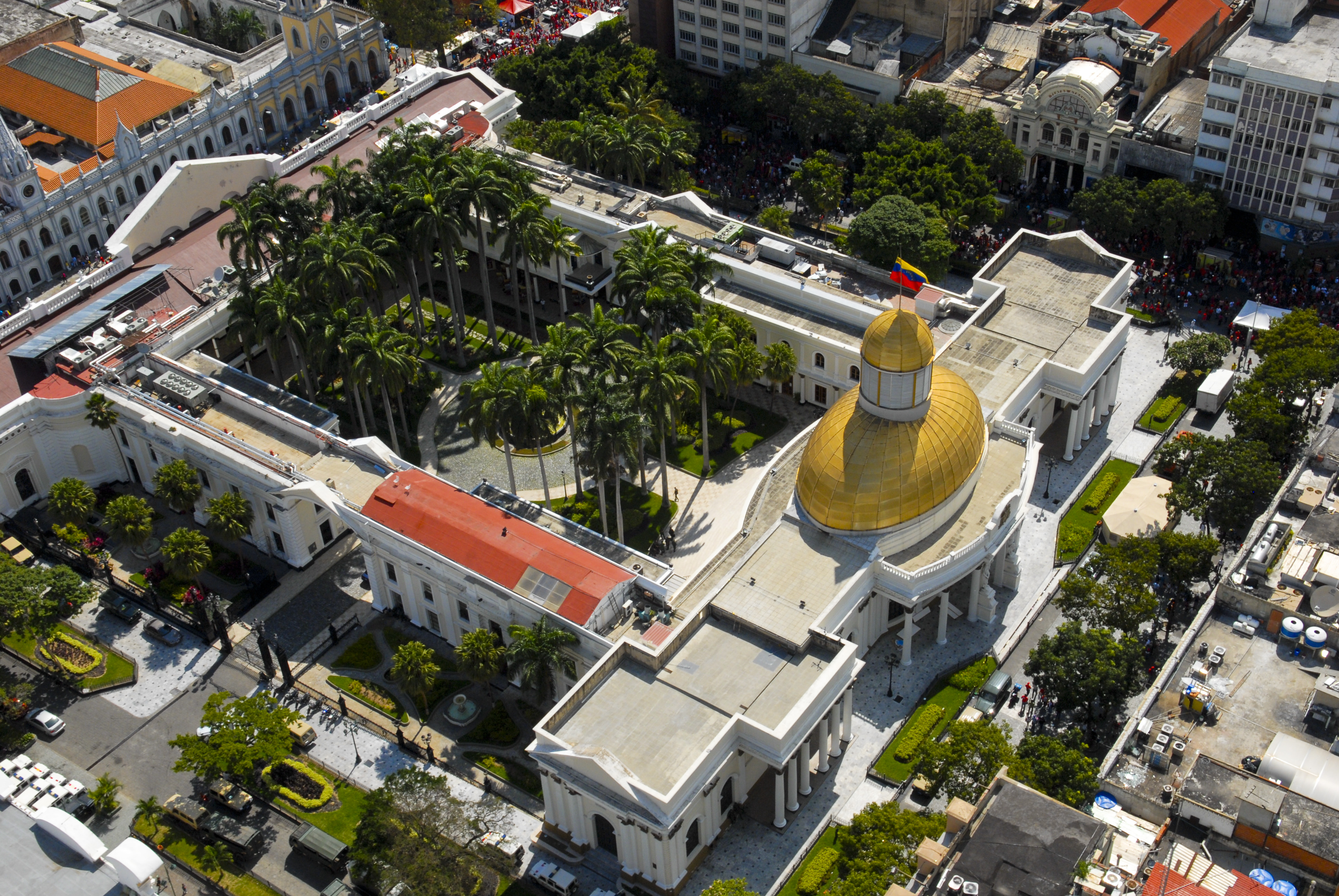
Imagen aérea del Palacio Federal.

La sede oficial de la Asamblea Nacional es el Palacio Federal Legislativo, ubicado en el centro de la ciudad de Caracas, específicamente en la Avenida Universidad, diagonal a la Plaza Bolívar, en el Distrito Capital. El Palacio Federal Legislativo es un edificio de gran valor arquitectónico, institucional y político, uno de los legados del primer gobierno del General Antonio Guzmán Blanco (1870-1877) en su apuro de modernizar la ciudad capital. 
El Palacio Federal desde 1877 fue sede de los tres Poderes de la Nación el Ejecutivo Federal, Legislativo y Judicial. Pero desde 1961 es de uso exclusivo del Poder Legislativo Nacional. Debido a su importancia histórica y cultural, la edificación fue declarada Patrimonio Nacional el 22 de agosto de 1997

## Antecedentes

### Primer Congreso de Venezuela (1811 - 1812)

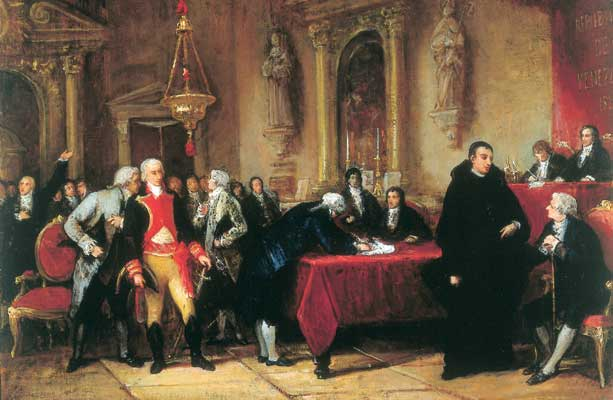
El Primer Congreso de Venezuela declaró la independencia absoluta de la Corona de España el 5 de julio de 1811 y decidió nombrar al país como Confederación Americana de Venezuela.

El Primer Congreso Nacional de Venezuela se instaló en fecha 2 de marzo de 1811, siendo el Congreso más antiguo de América Latina y el segundo de todo el continente americano. Sustituyó en el poder a la Junta Suprema de Caracas. Fue convocado para decidir la mejor forma de gobierno para Venezuela mientras durara el cautiverio del Rey Fernando VII en manos de Napoleón Bonaparte, y cuya deliberación al respecto concluyó con la firma del Acta de Independencia de Venezuela el 5 de julio de 1811.
El Congreso estuvo presidido por Felipe Fermín Paúl e integrado por cuarenta y tres diputados, sin embargo solo la firmaron 38; entre quienes figuraron: Francisco de Miranda como Vicepresidente, Juan Germán Roscio, Martín Tovar Ponte, Francisco Javier Ustáriz, Fernando Rodríguez del Toro, Francisco Rodríguez del Toro, Juan Rodríguez del Toro, Manuel Palacio Fajardo, Isidoro López Méndez, Juan José de Maya, Nicolás de Castro, Lino de Clemente, José María Ramírez, Domingo de Alvarado, Manuel Plácido Maneyro, Mariano de la Cova, Francisco Xavier Mayz, Antonio Nicolás Briceño, Francisco X. Yanes, José de Sata y Bussy, José Ignacio Briceño, José Gabriel de Alcalá, Bartolomé Blandín, Francisco Policarpo Ortiz, Felipe Fermín Paúl, José Luis Cabrera, Francisco Hernández, José Ángel de Álamo, Gabriel Pérez de Pagola, Fernando Peñalver, Juan Nepomuceno Quintana, Manuel Vicente de Maya, Luis José Cazorla, Luis José Rivas y Tovar, José Vicente Unda, Luis Ignacio Mendoza, Juan Antonio Díaz Argote, Salvador Delgado y Francisco Isnardi, siendo este último su Secretario. El 21 de diciembre de 1811 sancionó la primera constitución nacional.
Este Congreso se mantuvo en sesiones hasta el 6 de abril de 1812, fecha en que se disolvió debido a la caída de la Primera República de Venezuela.

### El «Congresillo» de Cariaco (1813 - 1814)
Desde 1813 Simón Bolívar venía ejerciendo el Mando Supremo sin la aprobación de un congreso. Cuando Bolívar reinició la guerra en Venezuela en 1816, su primera preocupación fue la de organizar una asamblea en Santa Ana del Norte, en Margarita, que ratificara su autoridad militar. En su segunda expedición de los Cayos, el 28 de diciembre de 1816, Bolívar prometió de nuevo en Margarita su intención de convocar a un Congreso Nacional cuando las circunstancias lo permitieran en tierra firme.
Apenas Bolívar pasó a Guayana a asumir el mando de las tropas y dirigir la campaña, Santiago Mariño en franca discordia con este, reunió el apodado por la historiografía «Congresillo» de Cariaco el 8 de mayo de 1817, al cual asistieron el José Cortés de Madariaga, Luis Brión, Francisco Antonio Zea, Francisco Javier Maíz, Francisco Javier de Alcalá, Diego Vallenilla, Diego Antonio de Alcalá, Manuel Isava, Francisco de Paula Navas, Diego Bautista Urbaneja y Manuel Maneiro, y se constituyeron en Congreso de los Estados Unidos de Venezuela. Aparentemente este congreso respondía a la convocatoria que Bolívar había hecho en su proclama de la Villa del Norte. Este congreso no tuvo efectos prácticos, pero es importante señalar que intentó sin éxito restaurar la Constitución Federal de 1811.

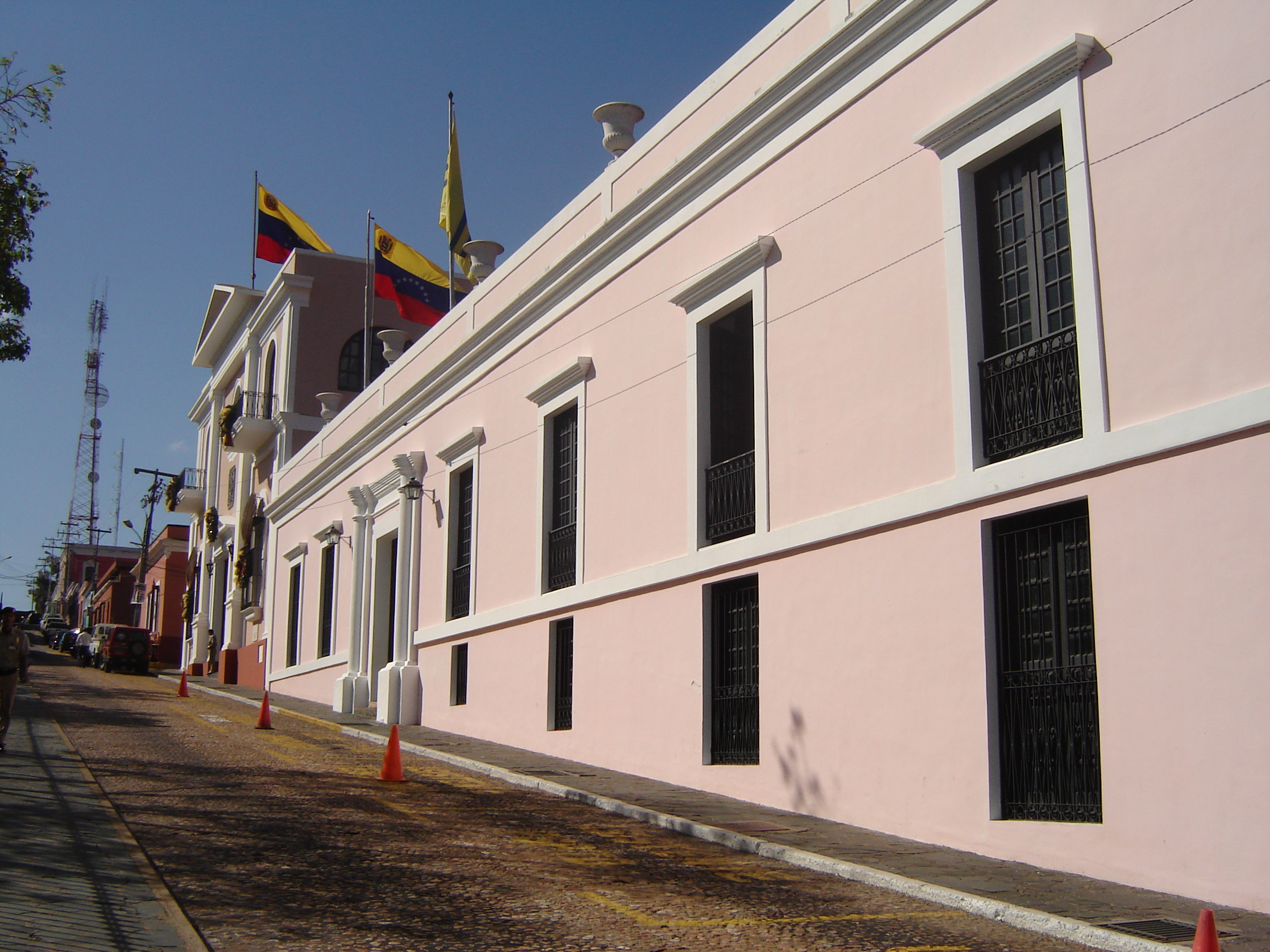
Sede del Congreso de Angostura, inaugurado el 15 de febrero de 1819 por Simón Bolívar, en Angostura (actualmente Ciudad Bolívar).

### El Congreso de Angostura (1819 - 1830)
El Congreso de Angostura, inaugurado el 15 de febrero de 1819 por Simón Bolívar en Angostura (hoy Ciudad Bolívar), representó el segundo Congreso Constituyente de Venezuela. Fue elaborado en el contexto de las guerras de independencia de Venezuela y de Colombia. Sus palabras están recogidas en el célebre Discurso de Angostura.
En 1818, a pesar de estar todavía bajo el control español, los ímpetus independentistas continuaron y se reactivaron los ánimos constitucionales. El 15 de febrero de 1819, seis meses antes de la Batalla de Boyacá, se reunieron representantes de Venezuela, Nueva Granada (actualmente Colombia) y Quito (actualmente Ecuador) en Angostura, Venezuela, donde se instaló lo que históricamente se ha llamado el Congreso de Angostura para trabajar en el desarrollo de una Constitución. Los representantes de Quito eran pocos ya que todavía se encontraba bajo el control español.
En este Congreso se fundó la República de Colombia (conocida históricamente como la Gran Colombia) compuesta por los departamentos de Venezuela, Nueva Granada (hoy Colombia) y Ecuador. Este Congreso nombró a Simón Bolívar como presidente de la unión y a Francisco de Paula Santander como su vicepresidente.

### El Congreso de Valencia - Estado de Venezuela (1830 - 1864)
Este congreso convocado por José Antonio Páez se reunió en la ciudad de Valencia, entre el 6 de mayo y el 14 de octubre de 1830. Con 33 de 48 diputados, se decidió la separación de Venezuela de la Gran Colombia y su nacimiento definitivo como república autónoma. Además, se aprobó la Constitución del Estado de Venezuela, de carácter centralista que tuvo una vigencia de 27 años, hasta a la reforma de 1857 consecuencia de la fragilidad del gobierno conservador hasta el inicio de la Guerra Federal en 1859.

### Congreso de la Unión - Estados Unidos de Venezuela (1864 - 1953)

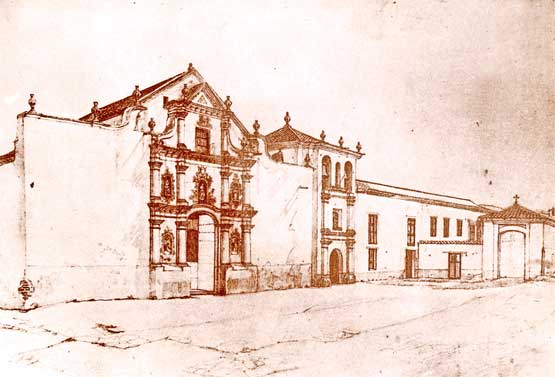
Convento de San Francisco, en Caracas, antigua sede del Congreso.

Después del triunfo del Partido Liberal en la Guerra Federal se convoca a La Asamblea Constituyente de la Federación para crear una nueva Constitución basada en los principios federales. El 28 de marzo de 1864 los miembros de la Asamblea Constituyente reunidos en Caracas firman la Constitución. Este Congreso lo conformaban igualmente dos Cámaras, La del Senado que representa a los Estados de la Unión y la de Diputados al Pueblo, este Congreso se encargaba de las leyes y tareas únicamente federales.
Durante este período, durante el mandato de Antonio Guzmán Blanco, tuvo lugar la construcción del Palacio Federal Legislativo, actual sede del poder legislativo, comenzó el 21 de septiembre de 1872, inaugurándose parcialmente el 19 de febrero de 1873 pero culminado totalmente en 1877. Tiempo antes de su construcción, al menos seis edificios diferentes fueron usados como sede del Congreso en distintas ciudades.

### Congreso de la República - República de Venezuela (1953 - 1999)
En 1953, el gobierno del General Marcos Pérez Jiménez, reforma la Constitución y el país pasa a llamarse "República de Venezuela", manteniendo la organización del poder legislativo en dos cámaras que conforman el Congreso Nacional. Los Senadores se elegirían por la correspondiente Asamblea Legislativa de los Estados y por el Concejo Municipal en el caso del Distrito Federal, a razón de dos por cada entidad; y los Diputados se elegirían por votación universal, directa y secreta.
En 1961, tras la caída del régimen militar de Marcos Pérez Jiménez, se promulga la Constitución de la República de Venezuela (1961), la cual mantenía el esquema bicameral para el poder legislativo (Diputados y Senadores) Adicionalmente, se incluyó el rol de "Senador Vitalicio" para todos los expresidentes que hayan gobernado a partir de la promulgación de la Constitución. Sólo el general Eleazar López Contreras fue reconocido como Senador vitalicio a pesar de haber gobernado antes de 1961. 
El 8 de noviembre de 1998 se celebraron las últimas elecciones parlamentarias para renovar el Congreso de la República. El 25 de agosto de 1999, la Asamblea Nacional Constituyente suspendió mediante un decreto las sesiones del Congreso y lo redujo a su Comisión Delegada. El 28 de marzo de 2000, la Asamblea Nacional Constituyente disolvió el Congreso y cesó en sus funciones a los senadores y diputados que lo integraban. El Poder Legislativo fue ejercido por la Comisión Legislativa Nacional (llamada popularmente Congresillo)

## Historia

### Asamblea Nacional - República Bolivariana de Venezuela (2000 - Actual)

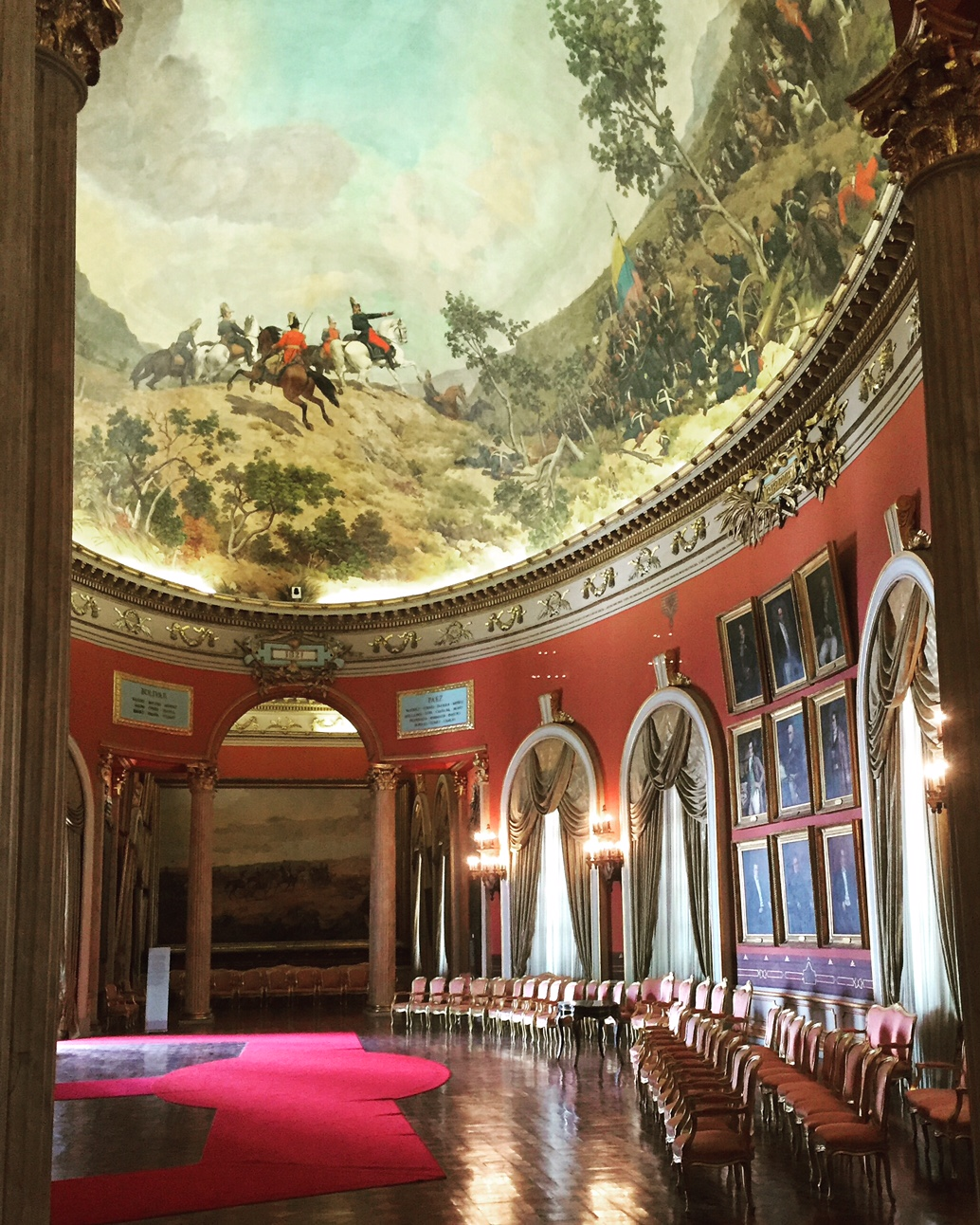
Salón Elíptico, del Palacio Federal Legislativo, Sede de la Asamblea Nacional.

La Constitución de la República Bolivariana de Venezuela, redactada por la Asamblea Nacional Constituyente en 1999, reestructuró los poderes del estado, pasando de tres a cinco los poderes nacionales al incluir el poder electoral y el poder ciudadano. Adicionalmente, definió que el poder legislativo sería unicameral bajo el nombre de Asamblea Nacional.

#### Crisis Presidencial (2019 - 2022) y Legislativa (2019 - actual)
Después de que el 10 de enero de 2019 la IV Legislatura de la Asamblea Nacional de Venezuela declarara que Nicolás Maduro “usurpa” el cargo de presidente, Juan Guaidó —en calidad de presidente de la Asamblea Nacional— se proclamó como presidente interino del país. En 2017, el Tribunal Supremo se adjudicó las competencias de la Asamblea Nacional, proceso que se consideró inconstitucional por parte de las fuerzas políticas mayoritarias de la IV legislatura y que desembocó en una fuerte ola de protestas durante 2017 El gobierno reacciona a las protestas convocando a la elección de una Asamblea Nacional Constituyente (ANC). Esta elección fue rechazada por la oposición venezolana como fraudulenta, reclamo compartido por diferentes organismos internacionales y países de la región
La quinta legistatura de la Asamblea Nacional fue electa el 6 de diciembre de 2020. Los comicios fueron rechazados tanto por la oposición como por los Estados Unidos y la Unión Europea, describiéndolas como ilegítimas y amañadas. La legislatura actualmente es reconocida por el gobierno de Nicolás Maduro.
Desde el año 2020 se considera que existen dos legislaturas parcialmente reconocidas por diferentes países de la comunidad internacional hasta la fecha de 2023 ( se presume que terminará después de las Elecciones presidenciales de Venezuela de 2024).

## Legislaturas
Una legislatura tiene un término de cinco años, tal como la Constitución establece el período bajo el cual son electos los diputados que componen la Asamblea Nacional. De las cinco legislaturas que lleva la Asamblea Nacional, sólo una (IV legislatura, aún reconocida parcialmente como la vigente) ha sido mayoritariamente opositora al Gobierno Nacional.

### Elecciones y composición
Tras la realización de las elecciones parlamentarias, el Consejo Nacional Electoral anuncia resultados y adjudica los cargos. La Asamblea Nacional electa toma posesión el 5 de enero del año siguiente a la elección.
| Composición histórica de la Asamblea Nacional por Legislatura | Composición histórica de la Asamblea Nacional por Legislatura | Composición histórica de la Asamblea Nacional por Legislatura | Composición histórica de la Asamblea Nacional por Legislatura | Composición histórica de la Asamblea Nacional por Legislatura | Composición histórica de la Asamblea Nacional por Legislatura | Composición histórica de la Asamblea Nacional por Legislatura | Composición histórica de la Asamblea Nacional por Legislatura |
| Legislatura                                                   | Elección legislativa                                          | Diputados                                                     | Distribución de escaños                                       | Primera mayoría                                               | Primera mayoría                                               | Primera minoría                                               | Primera minoría                                               |
| ------------------------------------------------------------- | ------------------------------------------------------------- | ------------------------------------------------------------- | ------------------------------------------------------------- | ------------------------------------------------------------- | ------------------------------------------------------------- | ------------------------------------------------------------- | ------------------------------------------------------------- |
| i                                                             | Elecciones parlamentarias de 2000                             | 165                                                           |                                                               |                                                               | 92                                                            |                                                               | 33                                                            |
| ii                                                            | Elecciones parlamentarias de 2005                             | 167                                                           |                                                               |                                                               | 114                                                           |                                                               | 15                                                            |
| iii                                                           | Elecciones parlamentarias de 2010                             | 165                                                           |                                                               |                                                               | 98                                                            |                                                               | 65                                                            |
| iv                                                            | Elecciones parlamentarias de 2015                             | 167                                                           |                                                               |                                                               | 112                                                           |                                                               | 55                                                            |
| v                                                             | Elecciones parlamentarias de 2020                             | 277                                                           |                                                               |                                                               | 256                                                           | [ 36 ]                                                        | 8                                                             |
| vi                                                            | Elecciones parlamentarias de 2025                             | 285                                                           |                                                               |                                                               | 253                                                           |                                                               | 13                                                            |

### Relación de mayorías por alianzas
En todas las legislaturas hasta la fecha, excepto la IV legislatura (2016-2021), han sido controladas en mayoría por el partido de Gobierno. La IV legislatura representó un hecho extraordinario cuando la oposición al Gobierno logró alcanzar la mayoría calificada en las elecciones de 2015.
| Legislatura | Legislatura | Mayoría parlamentaria | Mayoría parlamentaria                 | Mayoría parlamentaria | Mayoría parlamentaria | Escaños  | Escaños   | Escaños      |
| N.º         | Periodo     | Partido / Coalición   | Partido / Coalición                   | Posición              | Mayoría               | Gobierno | Oposición | No alineados |
| ----------- | ----------- | --------------------- | ------------------------------------- | --------------------- | --------------------- | -------- | --------- | ------------ |
| i           | 2000-2006   |                       | Movimiento V República                | Gobierno              | Absoluta              | 92/165   | 73/165    | 0/165        |
| ii          | 2006-2011   |                       | Partido Socialista Unido de Venezuela | Gobierno              | Calificada            | 114/167  | 26/167    | 27/167       |
| iii         | 2011-2016   |                       | Partido Socialista Unido de Venezuela | Gobierno              | Absoluta              | 98/165   | 65/165    | 2/165        |
| iv          | 2016-2021   |                       | Mesa de la Unidad Democrática         | Oposición             | Calificada            | 55/167   | 112/167   | 0/167        |
| v           | 2021-2026   |                       | Gran Polo Patriótico Simón Bolívar    | Gobierno              | Calificada            | 256/277  | 0/277     | 21/277       |
| vi          | 2026-2031   |                       | Gran Polo Patriótico Simón Bolívar    | Gobierno              | Calificada            | 253/285  | 0/285     | 29/285       |

### Presidentes de la Asamblea Nacional
Desde 2000 hasta la fecha, trece (13) personas han ejercido el cargo de Presidente de la Asamblea Nacional, de las cuales diez (10) han sido reconocidas y tres (3) parcialmente reconocidas. 
| i legislatura   | i legislatura         | i legislatura                    | i legislatura | i legislatura |
| --------------- | --------------------- | -------------------------------- | ------------- | ------------- |
|                 | Willian Lara          | ago 2000 - ene 2003              |               | MVR           |
|                 | Francisco Ameliach    | ene 2003 - ene 2005              |               | MVR           |
|                 | Nicolás Maduro        | ene 2005 - ene 2006              |               | MVR           |
| ii legislatura  |                       |                                  |               |               |
|                 | Nicolás Maduro        | ene 2006 - ago 2006              |               | MVR           |
|                 | Cilia Flores          | ago 2006 - ene 2011              |               | PSUV          |
| iii legislatura |                       |                                  |               |               |
|                 | Fernando Soto Rojas   | ene 2011 - ene 2012              |               | PSUV (GPPSB)  |
|                 | Diosdado Cabello      | ene 2012 - ene 2016              |               | PSUV (GPPSB)  |
| iv legislatura  |                       |                                  |               |               |
|                 | Henry Ramos Allup     | ene 2016 - ene 2017              |               | AD (MUD)      |
|                 | Julio Borges          | ene 2017 - ene 2018              |               | PJ (MUD)      |
|                 | Omar Barboza          | ene 2018 - ene 2019              |               | UNT (MUD)     |
|                 | Juan Guaidó           | ene 2019 - ene 2021              |               | VP (MUD)      |
| v legislatura   |                       |                                  |               |               |
|                 | Jorge Rodríguez Gómez | ene 2021 - en curso (en disputa) |               | PSUV (GPPSB)  |

### Diputados por Entidad Federal
Los diputados son electos por un sistema mixto de votación (nominal por circunscripción y lista por entidad) logrando una representación proporcional por entidad federal, razón por la cual, a diferencia de un senado, los estados tienen diferente cantidad de representantes en el pleno.
| Distribución de las Diputaciones por Entidad Federal         | Distribución de las Diputaciones por Entidad Federal         | Distribución de las Diputaciones por Entidad Federal | Distribución de las Diputaciones por Entidad Federal | Distribución de las Diputaciones por Entidad Federal |
| Representación Federal (Estados, Agrupación, Lista Nacional) | Representación Federal (Estados, Agrupación, Lista Nacional) | Mapa                                                 | Diputados (Legislaturas I-IV)                        | Diputados Legislatura V                              |
| ------------------------------------------------------------ | ------------------------------------------------------------ | ---------------------------------------------------- | ---------------------------------------------------- | ---------------------------------------------------- |
|                                                              | Amazonas                                                     |                                                      | 3                                                    | 6                                                    |
|                                                              | Anzoátegui                                                   |                                                      | 8                                                    | 11                                                   |
|                                                              | Apure                                                        |                                                      | 5                                                    | 6                                                    |
|                                                              | Aragua                                                       |                                                      | 9                                                    | 12                                                   |
|                                                              | Barinas                                                      |                                                      | 6                                                    | 7                                                    |
|                                                              | Bolívar                                                      |                                                      | 8                                                    | 10                                                   |
|                                                              | Carabobo                                                     |                                                      | 10                                                   | 16                                                   |
|                                                              | Cojedes                                                      |                                                      | 4                                                    | 6                                                    |
|                                                              | Delta Amacuro                                                |                                                      | 4                                                    | 6                                                    |
|                                                              | Dependencias Federales                                       |                                                      | No tiene                                             | No tiene                                             |
|                                                              | Distrito Capital                                             |                                                      | 9                                                    | 13                                                   |
|                                                              | Falcón                                                       |                                                      | 6                                                    | 7                                                    |
|                                                              | Guárico                                                      |                                                      | 6                                                    | 7                                                    |
|                                                              | Lara                                                         |                                                      | 10                                                   | 13                                                   |
|                                                              | Mérida                                                       |                                                      | 6                                                    | 7                                                    |
|                                                              | Miranda                                                      |                                                      | 12                                                   | 19                                                   |
|                                                              | Monagas                                                      |                                                      | 6                                                    | 7                                                    |
|                                                              | Nueva Esparta                                                |                                                      | 5                                                    | 6                                                    |
|                                                              | Portuguesa                                                   |                                                      | 6                                                    | 7                                                    |
|                                                              | Sucre                                                        |                                                      | 6                                                    | 7                                                    |
|                                                              | Táchira                                                      |                                                      | 7                                                    | 9                                                    |
|                                                              | Trujillo                                                     |                                                      | 5                                                    | 7                                                    |
|                                                              | Vargas                                                       |                                                      | 4                                                    | 6                                                    |
|                                                              | Yaracuy                                                      |                                                      | 5                                                    | 6                                                    |
|                                                              | Zulia                                                        |                                                      | 15                                                   | 25                                                   |
| Bandera de Venezuela.                                        | Representación Indígena Regiones Occidente, Oriente y Sur    |                                                      | 3                                                    | 3                                                    |
| Bandera de Venezuela.                                        | Lista Nacional                                               |                                                      | No se consideraba                                    | 48                                                   |
|                                                              | Venezuela                                                    |                                                      | 167                                                  | 277                                                  |